# .ws
.ws — домен верхнего уровня для Самоа. Благодаря компании Global Domains International с 2000 года домен .ws стал одним из популярных доменов общего пользования. В зоне .ws могут быть зарегистрированы домены любых организаций независимо от специфики их деятельности.
Многие компании выбирают домен .ws по причине привлекательности этой аббревиатуры, которая может расшифровываться как website (веб-сайт). Домен подходит для сайтов любой тематики и является хорошей альтернативой доменам .com, .net и .org, в которых осталось достаточно мало «красивых» имён. В настоящее время домен .ws всё чаще используется для сайтов с варез-контентом, так как похож на сокращение от «wares».
Ограничения на регистрацию и использование доменного имени в зоне .ws отсутствуют. Существуют ограничения на регистрацию доменов второго уровня .org.ws, .gov.ws, и .edu.ws.